# Mens rea
Mens rea (latin för 'skyldigt sinnelag') är en juridisk och kriminologisk term som avser att bedöma gärningsmäns uppsåt, motiv, och planering vid ett brott. Enligt den traditionella uppfattningen är mens rea, inte handlingen (actus reus), avgörande för huruvida ett brott har begåtts, eftersom avsikten, frivilligheten och kunskapen om handlingens innebörd kan sättas i relation till personens ansvarighet för densamma. Olika forskare och rättsskipare kan emellertid har olika uppfattningar om vad som utgör intention. Till mens rea hör även begär och antaganden om intentionen, exempelvis att brottet kommer att få ett visst utfall.
Frasen kommer från det romerska talesättet "Actus non facit reum nisi mens sit rea", eller 'en handling är inte brottslig såvida inte sinnet är skyldigt'. Ett exempel på detta är att handlingen 'att orsaka någons död' kan rubriceras som olyckshändelse, dråp eller mord, beroende på gärningsmannens mens rea.
Begreppet kan spåras åtminstone tillbaka till Augustinus, som i en predikan över Jakobsbrevet 5:12 sa: "Ream linguam non facit nisi mens rea", angående en man som av egenintresse påstått att det inte regnat på en viss plats fastän det gjort det; Augustinus menade då att mannen var en menedare eftersom mannen handlat i egenintresse. Men, fortsätter Augustinus, tungan är inte skyldig om inte sinnet är skyldigt. I den anglosaxiska världen, är mens rea avgörande inom straffrätten.
Mens rea skiljs sålunda från actus reus, den skyldiga handlingen, som alltså förutsätter ett skyldigt sinnelag för att utgöra ett brott. Så lagförs därför narkotikabrott som begås av drogmissbrukare, eftersom dessa har mens rea, det vill säga uppståt, frivillighet, och kunskapen om att handlingen är brottslig. Kriminologer som har en mer biologisk ståndpunkt, kan å andra sidan ifrågasätta synsättet och hävda att dessa brott begås till följd av en psykisk störning, det vill säga drogmissbruket.
Det finns emellertid handlingar och underlåtelser som inte kräver mens rea för att utgöra brott.